# Landkreis Hochschwarzwald
Der Landkreis Hochschwarzwald (bis 10. November 1956 Landkreis Neustadt/Schwarzwald) war ein Landkreis in Baden-Württemberg, der im Zuge der Kreisreform am 1. Januar 1973 aufgelöst wurde.

## Geografie

### Lage
Der Landkreis Hochschwarzwald lag im Südwesten Baden-Württembergs.
Geografisch hatte der Landkreis Hochschwarzwald zu 4/5 Anteil am Schwarzwald, was durch den Namen des Kreises bereits zum Ausdruck kommt. Ein Fünftel der Fläche mit der Raumschaft Bonndorf und Löffingen zählte zur östlich des Schwarzwalds gelegenen Baar. Der Kreissitz Neustadt im Schwarzwald (heute Titisee-Neustadt) lag etwa in der nördlichen Mitte des Kreisgebiets. Mit fast 850 m über NHN war es die höchstgelegene Kreisstadt in der Bundesrepublik Deutschland.

### Nachbarkreise
Seine Nachbarkreise waren 1972 im Uhrzeigersinn beginnend im Norden Donaueschingen, Waldshut, Säckingen, Lörrach, Freiburg und Emmendingen.

## Geschichte
Das Gebiet des späteren Landkreises Hochschwarzwald gehörte vor 1800 überwiegend zum Fürstentum Fürstenberg sowie zur Grafschaft Bonndorf. 1803 kam das Gebiet an Baden, das zunächst mehrere Ämter, darunter die Ämter bzw. Bezirksämter Bonndorf, Neustadt und St. Blasien bildete, die sich im Laufe der Geschichte mehrmals veränderten und ab 1864 zum Landeskommissärbezirk Freiburg gehörten. 1924 wurden die Bezirksämter Bonndorf und St. Blasien aufgelöst und einige Gemeinden dem Bezirksamt Neustadt zugeordnet. 1936 kamen weitere Gemeinden zum Bezirksamt Neustadt und 1939 erhielt dieses die Bezeichnung „Landkreis Neustadt im Schwarzwald“.
Nach der Bildung des Landes Baden-Württemberg 1952 gehörte der Landkreis Neustadt zum Regierungsbezirk Südbaden. 1956 wurde der Name des Kreises in „Landkreis Hochschwarzwald“ geändert. Durch die Gebietsreform in Baden-Württemberg wurde die Gemeinde Urach am 1. Dezember 1971 in die Stadt Vöhrenbach, Landkreis Donaueschingen (ab 1973 Schwarzwald-Baar-Kreis), eingegliedert.
Mit Wirkung vom 1. Januar 1973 wurde der Landkreis Hochschwarzwald aufgelöst. Seine verbliebenen Gemeinden gingen überwiegend im neu gebildeten Landkreis Breisgau-Hochschwarzwald auf, der damit Rechtsnachfolger des Landkreises Hochschwarzwald wurde. Einige Gemeinden im südlichen Kreisgebiet wurden jedoch dem vergrößerten Landkreis Waldshut angegliedert.

### Einwohnerentwicklung
Alle Einwohnerzahlen sind Volkszählungsergebnisse.
| Jahr               | Einwohner |
| ------------------ | --------- |
| 17. Mai 1939       | 33.299    |
| 13. September 1950 | 39.701    |

| Jahr         | Einwohner |
| ------------ | --------- |
| 6. Juni 1961 | 41.997    |
| 27. Mai 1970 | 45.406    |

## Politik

### Landrat
Die Oberamtmänner bzw. Landräte des Bezirksamts bzw. Landkreises Neustadt bzw. Hochschwarzwald 1803–1972:
- 1810–1817: Ignaz Willi
- 1819–1827: Josef Obkircher
- 1827–1832: Franz Xaver Fernbach
- 1832–1836: Kaspar Müller
- 1836–1848: Mathias Martin
- 1848–1848: Philipp Lichtenauer
- 1848–1849: Adolf Leiber
- 1849–1850: Leopold Otto
- 1850–1859: Ernst Schindler
- 1859–1864: Franz Müller
- 1864–1866: Carl Lang
- 1866–1871: Georg Pfeiffer
- 1871–1875: Albert Gönner
- 1875–1879: Max Föhrenbach
- 1879–1881: Karl Heil
- 1882–1889: Edwin Saur
- 1889–1894: Ludwig Turban der Jüngere
- 1894–1899: Emil Bitzel
- 1899–1902: August Hofman
- 1902–1905: Karl Schneider
- 1905–1906: August Karl Maier
- 1906–1908: Karl Zerrener
- 1908–1913: Ernst Frech
- 1913–1928: Adolf Rothmund
- 1928–1942: Hermann Münch
- 1942–1943: Karl Maly
- 1944–1945: Horst Freudenberg (kommissarisch)
- 1945–1945: Rudolf Kohlhepp (kommissarisch)
- 1946–1946: Gerhard Schwoerer
- 1947–1949: Ernst Ballweg (kommissarisch)
- 1949–1972: Alfred Mallebrein

### Wappen
Das Wappen des Landkreises Hochschwarzwald zeigte über grünem Schildfuß, darin zwei silberne Wellenleisten, in Grün einen silbernen Dreiberg, über den ein silberner Hirsch springt. Das Wappen wurde vom Kreistag bereits 1955 angenommen. Da die rechtlichen Voraussetzungen für Kreiswappen aber erst durch die Kreisordnung von 1956 geschaffen wurden, verlieh das Innenministerium Baden-Württemberg dem Landkreis Hochschwarzwald das Wappen offiziell am 13. Juli 1960.
Die Wappensymbole sollen die Landschaft des Kreises widerspiegeln. Der Dreiberg steht für den Schwarzwald, die Wellenbalken für die beiden großen Seen im Kreisgebiet (Titisee und Schluchsee) und der Hirsch soll auf den Wildreichtum hinweisen.

## Wirtschaft und Infrastruktur

### Verkehr
Durch das Kreisgebiet führte keine Bundesautobahn. Daher wurde der Kreis nur durch Bundesstraßen erschlossen und zwar durch die B 31, die B 317 und die B 500.

## Gemeinden
Zum Landkreis Neustadt gehörten ab 1936 zunächst 49 Gemeinden, davon 4 Städte.
Am 7. März 1968 stellte der Landtag von Baden-Württemberg die Weichen für eine Gemeindereform. Mit dem Gesetz zur Stärkung der Verwaltungskraft kleinerer Gemeinden war es möglich, dass sich kleinere Gemeinden freiwillig zu größeren Gemeinden vereinigen konnten. Den Anfang machte im Landkreis Hochschwarzwald am 1. Januar 1970 die Gemeinde Seppenhofen, die sich mit der Stadt Löffingen vereinigte. In der Folgezeit reduzierte sich die Zahl der Gemeinden stetig, bis der Landkreis Hochschwarzwald schließlich am 1. Januar 1973 aufgelöst wurde.
Die größte Gemeinde des Landkreises war die Kreisstadt Neustadt im Schwarzwald. Die kleinste Gemeinde war Ebnet.
In der Tabelle stehen die Gemeinden des Landkreises Hochschwarzwald vor der Gemeindereform. Die Einwohnerangaben beziehen sich auf die Volkszählungsergebnisse in den Jahren 1961 und 1970.
| frühere Gemeinde               | heutige Gemeinde            | heutiger Landkreis       | Einwohner am 6. Juni 1961 | Einwohner am 27. Mai 1970 |
| ------------------------------ | --------------------------- | ------------------------ | ------------------------- | ------------------------- |
| Altglashütten                  | Feldberg (Schwarzwald)      | Breisgau-Hochschwarzwald | 435                       | 469                       |
| Bachheim                       | Löffingen                   | Breisgau-Hochschwarzwald | 385                       | 364                       |
| Bernau                         | Bernau im Schwarzwald       | Waldshut                 | 1319                      | 1384                      |
| Blasiwald                      | Schluchsee                  | Breisgau-Hochschwarzwald | 349                       | 340                       |
| Boll                           | Bonndorf im Schwarzwald     | Waldshut                 | 152                       | 137                       |
| Bonndorf, Stadt                | Bonndorf im Schwarzwald     | Waldshut                 | 2556                      | 3192                      |
| Breitnau                       | Breitnau                    | Breisgau-Hochschwarzwald | 1628                      | 1582                      |
| Brunnadern                     | Bonndorf im Schwarzwald     | Waldshut                 | 155                       | 132                       |
| Bubenbach                      | Eisenbach (Hochschwarzwald) | Breisgau-Hochschwarzwald | 308                       | 325                       |
| Dittishausen                   | Löffingen                   | Breisgau-Hochschwarzwald | 421                       | 506                       |
| Ebnet                          | Bonndorf im Schwarzwald     | Waldshut                 | 93                        | 107                       |
| Eisenbach                      | Eisenbach (Hochschwarzwald) | Breisgau-Hochschwarzwald | 765                       | 1010                      |
| Ewattingen                     | Wutach                      | Waldshut                 | 723                       | 769                       |
| Falkau                         | Feldberg (Schwarzwald)      | Breisgau-Hochschwarzwald | 439                       | 464                       |
| Faulenfürst                    | Schluchsee                  | Breisgau-Hochschwarzwald | 165                       | 154                       |
| Feldberg (Schwarzwald)         | Feldberg (Schwarzwald)      | Breisgau-Hochschwarzwald | 599                       | 535                       |
| Fischbach                      | Schluchsee                  | Breisgau-Hochschwarzwald | 243                       | 231                       |
| Friedenweiler                  | Friedenweiler               | Breisgau-Hochschwarzwald | 578                       | 585                       |
| Göschweiler                    | Löffingen                   | Breisgau-Hochschwarzwald | 443                       | 451                       |
| Grafenhausen                   | Grafenhausen                | Waldshut                 | 1338                      | 1493                      |
| Gündelwangen                   | Bonndorf im Schwarzwald     | Waldshut                 | 397                       | 421                       |
| Häusern                        | Häusern                     | Waldshut                 | 795                       | 953                       |
| Hinterzarten                   | Hinterzarten                | Breisgau-Hochschwarzwald | 2001                      | 2151                      |
| Holzschlag                     | Bonndorf im Schwarzwald     | Waldshut                 | 189                       | 200                       |
| Kappel                         | Lenzkirch                   | Breisgau-Hochschwarzwald | 501                       | 538                       |
| Langenordnach                  | Titisee-Neustadt            | Breisgau-Hochschwarzwald | 236                       | 270                       |
| Lenzkirch                      | Lenzkirch                   | Breisgau-Hochschwarzwald | 2047                      | 2305                      |
| Löffingen, Stadt               | Löffingen                   | Breisgau-Hochschwarzwald | 2312                      | 2825                      |
| Menzenschwand                  | St. Blasien                 | Waldshut                 | 557                       | 550                       |
| Münchingen                     | Wutach                      | Waldshut                 | 235                       | 231                       |
| Neustadt im Schwarzwald, Stadt | Titisee-Neustadt            | Breisgau-Hochschwarzwald | 6903                      | 7776                      |
| Oberbränd                      | Eisenbach (Hochschwarzwald) | Breisgau-Hochschwarzwald | 314                       | 406                       |
| Raitenbuch                     | Lenzkirch                   | Breisgau-Hochschwarzwald | 189                       | 178                       |
| Reiselfingen                   | Löffingen                   | Breisgau-Hochschwarzwald | 502                       | 540                       |
| Rötenbach                      | Friedenweiler               | Breisgau-Hochschwarzwald | 870                       | 980                       |
| Rudenberg                      | Titisee-Neustadt            | Breisgau-Hochschwarzwald | 232                       | 235                       |
| Saig                           | Lenzkirch                   | Breisgau-Hochschwarzwald | 685                       | 682                       |
| St. Blasien, Stadt             | St. Blasien                 | Waldshut                 | 3197                      | 3018                      |
| St. Märgen                     | St. Märgen                  | Breisgau-Hochschwarzwald | 1590                      | 1604                      |
| Schluchsee                     | Schluchsee                  | Breisgau-Hochschwarzwald | 1040                      | 1113                      |
| Schollach                      | Eisenbach (Hochschwarzwald) | Breisgau-Hochschwarzwald | 355                       | 339                       |
| Schönenbach                    | Schluchsee                  | Breisgau-Hochschwarzwald | 166                       | 135                       |
| Schwärzenbach                  | Titisee-Neustadt            | Breisgau-Hochschwarzwald | 312                       | 298                       |
| Seppenhofen                    | Löffingen                   | Breisgau-Hochschwarzwald | 373                       | –                         |
| Titisee                        | Titisee-Neustadt            | Breisgau-Hochschwarzwald | 1921                      | 2047                      |
| Urach                          | Vöhrenbach                  | Schwarzwald-Baar-Kreis   | 482                       | 452                       |
| Waldau                         | Titisee-Neustadt            | Breisgau-Hochschwarzwald | 309                       | 306                       |
| Wellendingen                   | Bonndorf im Schwarzwald     | Waldshut                 | 363                       | 402                       |
| Wittlekofen                    | Bonndorf im Schwarzwald     | Waldshut                 | 203                       | 221                       |

## Kfz-Kennzeichen
Am 1. Juli 1956 wurde dem Landkreis bei der Einführung der bis heute gültigen Kfz-Kennzeichen das Unterscheidungszeichen NEU zugewiesen. Es leitet sich von der Kreisstadt Neustadt ab und wurde bis zum 31. Dezember 1972 ausgegeben. Seit dem 2. Oktober 2023 wird NEU im Landkreis Breisgau-Hochschwarzwald im Rahmen der Kennzeichenliberalisierung ausgegeben.